# Slag bij Kassel (1071)
De slag bij Kassel werd op 20 februari 1071 op de Kasselberg uitgevochten, en is een van de drie veldslagen die in de buurt van de stad Kassel (huidig Frans-Vlaanderen) werden geleverd.
Het was een militair treffen om de heerschappij over het graafschap Vlaanderen. Zie verder context in Graafschap Vlaanderen (9e - 11e eeuw).
Op 17 juli 1070 stierf graaf Boudewijn VI. Hij werd opgevolgd door zijn 14-jarige zoon Arnulf III. Zijn moeder Richilde van Henegouwen nam de voogdij op zich. Onder de Noord-Vlaamse adel was de Henegouwse gravin niet populair. Haar zwager Robrecht de Fries, de broer van de overleden graaf, maakte eveneens aanspraak op de opvolging. Hij had als voogd over het graafschap Holland geheerst, maar was daar in het najaar van 1070 verjaagd en gevlucht naar Gent.
Robrecht verzamelde in Brugge en Gent medestanders, en bezette in het begin van 1071 de burcht van Kassel. Richilde en Arnulf III reageerden binnen enkele dagen. Met hulp van de Franse koning Filips I, de leenheer van Vlaanderen, brachten zij een groot leger op de been, bestaande uit Zuid-Vlaamse, Henegouwse en Noord-Franse strijders. Ook Richildes schoonzuster Mathilde, de zuster van Robrecht de Fries en de vrouw van Willem de Veroveraar gaf steun, hoewel het gevolg van de door haar gestuurde Willem FitzOsbern uit slechts tien Normandische ridders bestond. Ze zetten hun kampement op aan de voet van de burcht op de Kasselerberg.
In de vroege ochtend van 20 februari 1071 nam Robrecht de Fries het initiatief en deed een uitval vanuit de burcht op de belegeraars. Er ontspon zich een onoverzichtelijk gevecht waarin Robrecht, ondanks zijn numerieke minderheid, uiteindelijk de overhand kreeg. Koning Filips nam als een van de eersten de vlucht. Willem FitzOsbern viel in de slag bij Kassel net als graaf Arnulf III, die sindsdien "de Ongelukkige" werd genoemd. Voor de jonge Arnulf III was het zijn eerste en laatste veldslag. Volgens sommigen werd hij gedood door Gerbod de Vlaming. die aan Robrechts zijde vocht, maar andere kronieken zeggen dat Arnulfs eigen mannen hem van zijn paard trokken en hem de keel doorsneden.
Op het eind van de slag raakte Robrecht de Fries geïsoleerd van zijn makkers en kon graaf Eustaas II van Boulogne hem aanhouden en vastzetten in de burcht van Sint-Omaars. Tegelijk namen de Noord-Vlamingen gravin Richilde gevangen. In de dagen na de slag bevrijdden Robrechts aanhangers hem, met hulp van de inwoners van Sint-Omaars, uit het gevang. Ook Richilde werd vrijgelaten.
Robrecht de Fries was de overwinnaar en hij werd de nieuwe graaf van Vlaanderen. Koning Filips I van Frankrijk erkende zijn gezag. Beiden sloten nog in hetzelfde jaar vrede, en bezegelden die met een voorgenomen huwelijk tussen Bertha van Holland, een stiefdochter van Robrecht, met Filips. Hierdoor waren de kansen van Richilde op de grafelijke troon van Vlaanderen definitief verkeken. Met haar tweede zoon, Boudewijn II van Henegouwen trok zij zich terug naar Henegouwen. In de daarna volgende jaren waren er nog wel wat schermutselingen in het Vlaams-Henegouwse grensgebied, maar Robrechts positie is nooit echt in gevaar gekomen. Hij bestuurde Vlaanderen tot zijn dood in 1093 en werd toen opgevolgd door zijn zoon Robrecht II van Jeruzalem. 

## 20 of 22 februari?
De exacte datum van de Slag bij Kassel is niet met zekerheid bekend. Volgens de oudste kronieken was het de Dominico Septuagesimae, de zondag zeventig dagen voor Pasen, oftewel 20 februari in het jaar 1071. Later werd echter ook 22 februari genoemd, de naamdag van de apostel Petrus, want Robrecht de Fries stichtte op die datum in Kassel een kerk, om zijn overwinning te gedenken. Hij wijdde die kerk aan Sint-Pieter. Verlinden stelde daarom dat de Slag bij Kassel op 22 februari 1071 werd uitgevochten. Die datum is vervolgens door veel historici gevolgd. Verlinden ging echter voorbij aan het feit dat de oudste en de meeste bronnen zondag 20 februari noemen. Op grond daarvan is die datum het meest plausibel. Dit is te rijmen met de naamdag van Sint-Pieter wanneer Robrecht, die op het eind van de slag werd gearresteerd, twee dagen later zijn gevangenis in Sint-Omaars heeft verlaten. Dat is goed denkbaar, omdat zijn bevrijders zwaar belegeringstuig gebruikten dat niet zo snel ter plekke kon zijn. De slag was dus op 20 februari maar Robrecht zou  22 februari, de dag waarop hij vrijkwam, als de dag van zijn overwinning hebben beschouwd.